# Цебринский, Михаил Семёнович
Михаил Семёнович Цебринский (1885, Черниховцы, Австро-Венгрия, Галиция — после 1938) — общественный деятель, представитель галицко-русского движения в XX веке.

## Биография
Родился в селе Черниховцы (укр. Чернихівці, ныне — в Тернопольской области). Окончил немецкую гимназию во Львове, впоследствии поступил в венский университет. В 1914 году уехал в Российскую империю с целью изучения кооперации, и, в связи с началом Первой мировой войны и террора против русских галичан, обратно не вернулся. На родину, ставшую в то время польской провинцией, вернулся в 1921 году, вместе с большинством других галицких эмигрантов в России, недовольных советским строем.
По возвращении активно включился в общественную работу, продолжая твёрдо придерживаться «общерусских» воззрений, был секретарём в обществе имени М. Качковского, участвовал в политической борьбе как сторонник Русской Селянской организации, редактировал газету «Земля и воля». В 1928 году на некоторое время выехал в США, где встречался с эмигрантами русофильской ориентации, позже вернулся в Польшу.
Михаил Цебринский много писал — публицистика, исторические обзоры, популярные сочинения для народа, как на русском языке, так и на украинском (в варианте, используемом галицкими русофилами). Свои работы он нередко подписывал «Черниховченко» — псевдоним, образованный от названия родной деревни.
В 1938 году он выступает с речью на съезде сторонников русского движения в Сяноке, Лемковщина, достоверных сведений о его дальнейшей судьбе пока не найдено.

## Работы
- «Русалка Днестровая» — 1936
- «Століте руского народного відродженя» — 1937
- Цебринский М. — Відгомін всесвітньоi війни 1914 г. «Иллюстр. Народный Календарь на 1939 год», Львов, изд. о-ва им. М.Качковского, 1938.
- Цебринский М.-Голгофа народных страстей. «Наука», Львов, 1933.
- Цебринский М.-Предвестники Талергофа. «Ил. народный Календарь на 1935 год», Львов, изд. о-ва им. М. Качковского, 1934.
- Цебринский М.-Страшна годовщина. «Наука», Львов, 1928.
- Цебринский М.-Страстям Талергофцев. «Наука», Львов, 1928.
- Цебринский М.-Талергофская осень-весною народа. (Передовая). «Земля и Воля», Львов, 1934, № 21.